# Jana Wosnitza

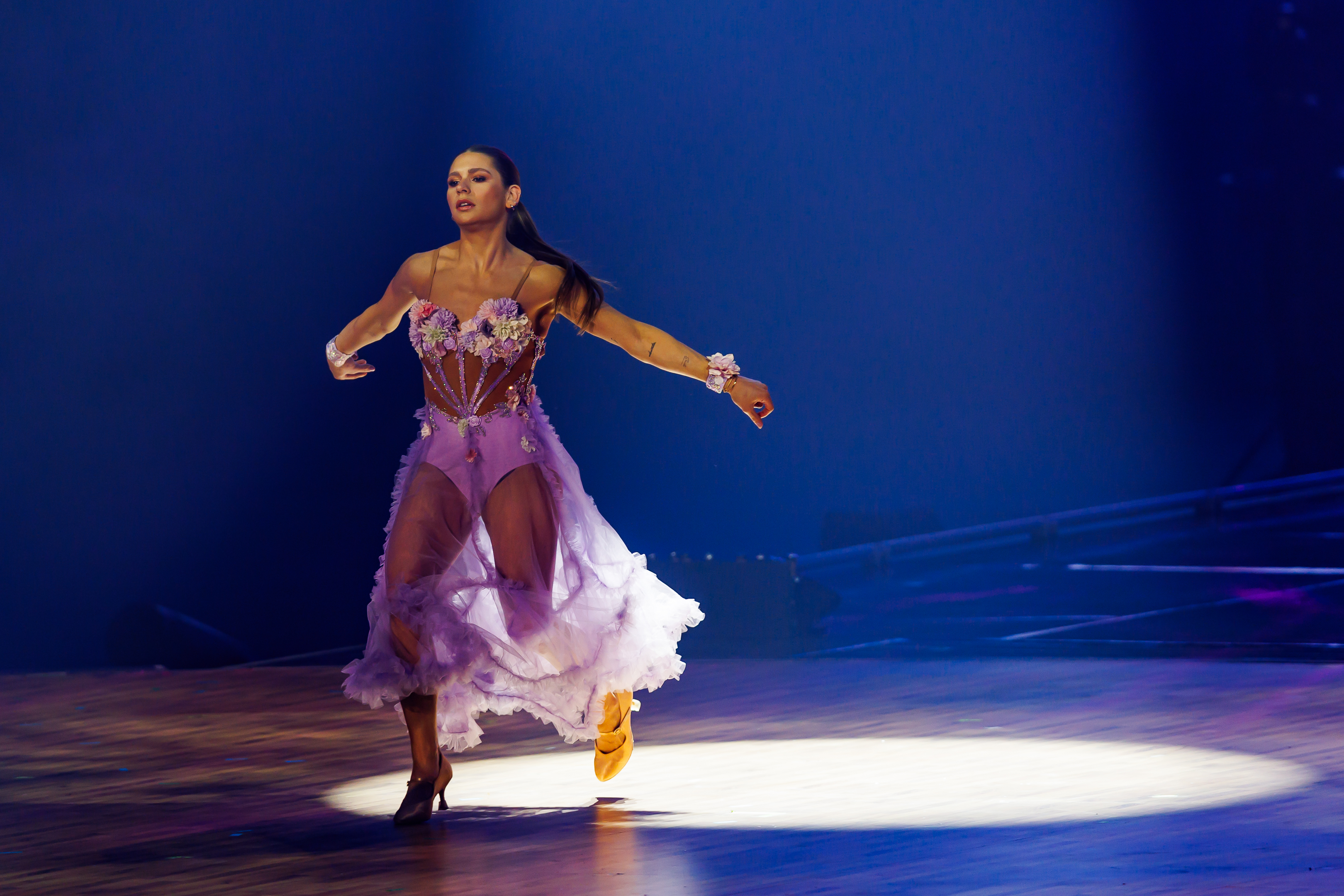
2024 bei der Let’s Dance-Tour

Jana Wosnitza (* 7. Oktober 1993 in Köln) ist eine deutsche Fernsehmoderatorin und Sportjournalistin.

## Leben
Wosnitza studierte Betriebswirtschaftslehre an der Universität Mannheim und verbrachte ein Auslandssemester mit Schwerpunkt Journalismus an der San Diego State University in den Vereinigten Staaten. Nach dem Studienabschluss absolvierte sie ein Praktikum in der Medienabteilung des FC Bayern München. Mit den dort gesammelten Erfahrungen entschied sie sich für den Berufsweg als Sportjournalistin. Ein Masterstudium an der Deutschen Sporthochschule Köln unterbrach sie 2017 für ein Jahrespraktikum beim Sportsender Sport1. Von 2018 bis 2020 volontierte Wosnitza bei dem Sender.
Ab 2019 erhielt sie erste Moderationstätigkeiten beim Senderformat Fantalk auf Sport1 und moderierte größere Sportveranstaltungen wie die Europaspiele 2019 in Minsk oder die PDC World Darts Championship 2022. Am 23. Mai 2021 war Wosnitza erstmals als Co-Moderatorin der Fußball-Talkshow Doppelpass tätig. Sie übernahm die Moderationstätigkeit von Laura Papendick, als diese zur RTL Group wechselte, und von Ruth Hofmann, die ihren Tätigkeitsschwerpunkt auf verschiedene Live-Formate im Motorsportsegment innerhalb von Sport1 legte. Im August 2022 wurde Wosnitza Moderatorin der Sendung Countdown Doppelpass, die jeweils sonntags vor der regulären Doppelpass-Sendung ausgestrahlt wird.
Am 4. Juni 2023 moderierte sie letztmals den Doppelpass auf Sport1. Zuvor war Wosnitzas Wechsel zu RTL bekannt geworden, wo sie als Moderatorin bei verschiedenen Sportübertragungen zum Einsatz kommt, insbesondere bei der NFL. In der RTL-Fernsehsendung Promi Touchdown – Die Football-Show war sie gemeinsam mit Florian Schmidt-Sommerfeld als Kommentatorin zu sehen.
In der Saison 2023/24 war Wosnitza Co-Host des Fußball-Podcasts Copa TS von Tommi Schmitt. Im Jahr 2024 nahm sie an der 17. Staffel des RTL-Formats Let's Dance teil und belegte dort zusammen mit Profitänzer Vadim Garbuzov den zweiten Platz. Seit September 2024 ist Wosnitza Moderatorin der Hallenfußball-Liga The Icon League.
Seit Februar 2025 moderiert sie die Sendung Raabs Pokernacht mit GGPoker.de. Im März 2025 führte Wosnitza als Gastmoderatorin durch die Spiele bei Du gewinnst hier nicht die Million.
Seit der Saison 2025/26 verstärkt Wosnitza das Fußball-Team von RTL. Dabei moderiert sie gemeinsam mit Laura Papendick und Anna Kraft die Übertragungen von Spielen der UEFA Europa League und UEFA Conference League. Bei den Partien der zweiten Bundesliga ist sie als Field-Reporterin sowie als Moderatorin tätig.

### Sonstiges
Wie ihr Vater und ihr Bruder ist sie Vereinsmitglied beim 1. FC Köln.